# Olle Stenman
Olle Stenman, född 30 november 1948, är en svensk jurist. Han var regeringsråd 2008–2014 och dessförinnan verksam advokat. Hans huvudsakliga verksamhetsområde är skatterätt.
Olle Stenman blev kammarrättsassessor i Kammarrätten i Göteborg 1983. Han har arbetat vid Sveriges Industriförbund och Lantbrukarnas Riksförbund samt varit rättssakkunnig hos Justitieombudsmannen och i Finansdepartementet. Stenman har varit verksam som advokat vid Advokatfirman Cederquist och från 2007 vid Setterwalls Advokatbyrå.
Olle Stenman utnämndes till regeringsråd i Regeringsrätten den 13 december 2007. Han tillträdde tjänsten den 14 januari 2008. Han lämnade Högsta förvaltningsdomstolen 2014 och blev senior konsult på Setterwalls.
Olle Stenman har varit särskild utredare, expert och utredningssekreterare i flera statliga utredningar inom främst skatterättens och föreningsrättens områden. Han är också författare till handböcker m.m. på skatteområdet.